# Elektronické zabezpečovací zařízení
Elektronické zabezpečovací zařízení je takové železniční zabezpečovací zařízení, jehož bezpečné logické jádro je tvořeno počítači. Ne každé zabezpečovací zařízení s elektronickým rozhraním je elektronické. Naopak i elektronická zabezpečovací zařízení mohou mít klasické rozhraní pomocí relé.
Elektronická zabezpečovací zařízení mohou být traťová, staniční, spádovištní, přejezdová i vlaková. Mezi nejrozšířenější elektronická zabezpečovací zařízení v České republice patří:
- Elektronický autoblok ABE-1 od společnosti AŽD Praha
- Elektronické přejezdové zabezpečovací zařízení PZZ-EA od společnosti AŽD Praha
- Elektronické stavědlo ESA-11, ESA-22, ESA-33, ESA-44 od společnosti AŽD Praha
- Elektronické stavědlo K-2000 a K-2002 od společnosti Starmon
- Vlakový zabezpečovač SOP-2P pro metro od společnosti AŽD Praha

Elektronická zabezpečovací zařízení pracují obvykle na principu redundantní bezpečnosti „dva ze dvou“. To znamená, že stejný výpočet zpracovávají navzájem dva plně autonomní mikropočítače s vlastní real-time diagnostikou. Výsledek je přijat pouze, pokud se informace z obou vláken shodují. Některá zabezpečovací zařízení (SOP-2P) používají architekturu dva ze tří. U této architektury se musí shodnout „dvě vlákna ze tří“. Tento princip má výhodu v tom, že v případě selhání jednoho vlákna je toto vlákno odpojeno a systém pokračuje ve struktuře „dva ze dvou“.